# Hôpital psychiatrique de la vallée de la Kymi
Le hôpital psychiatrique de la vallee de la Kymi (finnois : Kymenlaakson psykiatrinen sairaala, sigle KYPS) est un hôpital psychiatrique du Kymsote situé dans le quartier Kuusankoski de Kouvola en Finlande,,.

## Présentation
En 2006, les fonctions de l'hôpital de Valkeala et du service psychiatrique de Kotka-Hamina ont été transférées dans le nouveau bâtiment appartenant à Carea, construit sur la colonne de  à Sairaalanmäki.

## Services
L'hôpital assuré différents services :

### Psychiatrie adulte
Les services 1, 2 et 4 sont chacun des services, pour adultes ayant des maladies aiguës, spécialisés dans certains domaines de la psychiatrie ; par exemple, le département 4 est spécialisé dans le traitement de la dépression et propose des consultations d'électrothérapie. 
Les patients nécessitant une rééducation plus longue sont transférés au service 6. 
Le service 7 dispose d'un service de psychogériatrie, asurant le traitement des adultes qui ne peuvent pas faire face à l'environnement familial.

### Psychiatrie de l'enfant et de l'adolescent
Le service de pédopsychiatrie est un service hebdomadaire pour les enfants de moins de 13 ans proposant des recherches et des soins de crise. 
À proximité se trouvent l'école hospitalière, le service ambulatoire de pédopsychiatrie de Kouvola, et un hôpital à domicile servant d'intermédiaire entre les soins ambulatoires et un service, où des services de soins médicaux spécialisés sont assurés au domicile du patient.

### Autres articles
- Groupement intercommunal des services hospitaliers et sociaux de la vallée de la Kymi